# Tom Kilburn
Tom Kilburn (Dewsbury, Yorkshire, 11 de agosto de 1921 — Manchester, 17 de janeiro de 2001) foi um engenheiro britânico.
Junto com Freddie Williams inventou o tubo de Williams-Kilburn e o primeiro computador com armazenamento de programas do mundo, o Manchester Mark I, enquanto trabalhava na Universidade de Manchester.

## Biografia
Kilburn nasceu em Dewsbury, Yorkshire, e graduou-se em Matemática, em um curso comprimido em dois anos após o início da Segunda Guerra Mundial. Com o tempo passou a entusiasmar-se com computadores eletrônicos. Na época, a principal barreira para o desenvolvimento nessa área era a ausência de um método para armazenar dados e instruções. Kilburn e Williams desenvolveram colaborativamente um dispositivo de armazenamento baseado em um tubo de raios catódicos e capaz de armazenar somente um bit.
Em dezembro de 1946 Williams entrou para a Universidade de Manchester, e recrutou Kilburn. Os dois desenvolveram a tecnologia de armazenamento, e, em 1948, Kilburn colocou a ideia em um teste prático na construção da Small-Scale Experimental Machine, que tornou-se o primeiro computador com armazenamento de programas a executar um programa de fato, em 21 de junho de 1948.
Kilburn recebeu grau de doutor por seu trabalho na Universidade de Manchester. Posteriormente, desenvolveu colaborativamente o Ferranti Mark I, o primeiro computador comercial. Nas três décadas seguintes, Kilburn liderou o desenvolvimento de uma sucessão de computador de Manchester, como o Atlas e o MU5.
Faleceu em Manchester em 17 de janeiro de 2001, de pneumonia, após uma cirurgia abdominal.